# Richia chabaudana
Richia chabaudana là một loài bướm đêm trong họ Noctuidae.